# Staroschilowo (Rjasan)
Staroschilowo (russisch Старожи́лово) ist eine Siedlung städtischen Typs in der Oblast Rjasan in Russland mit 5088 Einwohnern (Stand 14. Oktober 2010).

## Geographie
Der Ort liegt knapp 50 km Luftlinie südsüdöstlich des Oblastverwaltungszentrums Rjasan am rechten Oka-Nebenfluss Istja.
Staroschilowo ist Verwaltungszentrum des Rajons Staroschilowski sowie Sitz der Stadtgemeinde Staroschilowskoje gorodskoje posselenije. Zu dieser gehören außerdem 25 umliegende Dörfer und Weiler (chutor), von denen fünf mehr als 100 Einwohner haben (Stand 2010).

## Geschichte
Der Ort wurde erstmals 1628 erwähnt; in der zweiten Hälfte des 17. Jahrhunderts wurde bereits von über 100 Höfen berichtet.
Am 12. Juli 1929 wurde Staroschilowo Verwaltungssitz eines neu geschaffenen, nach ihm benannten Rajons. 1967 erhielt der Ort den Status einer Siedlung städtischen Typs.

### Bevölkerungsentwicklung
| Jahr | Einwohner |
| ---- | --------- |
| 1939 | 2434      |
| 1959 | 1349      |
| 1970 | 4027      |
| 1979 | 4802      |
| 1989 | 5337      |
| 2002 | 5279      |
| 2010 | 5088      |

Anmerkung: Volkszählungsdaten

## Verkehr
Etwa fünf Kilometer nördlich des Ortes befindet sich der gleichnamige Bahnhof bei Kilometer 246 der auf diesem Abschnitt 1866 eröffneten und seit 1965 elektrifizierten Eisenbahnstrecke Moskau – Rjasan – Mitschurinsk – Tambow – Saratow.
Einige Kilometer nordöstlich der Siedlung, jenseits der Bahnstrecke, verläuft die Regionalstraße 61K-006 Rjasan – Rjaschsk – Grenze zur Oblast Lipezk (ehemals als R126 weiter in Richtung Dankow – Jefremow), von der die 61K-028 abzweigt und durch Staroschilowo in das knapp 25 km südwestlich benachbarte Rajonzentrum Pronsk führt.

## Söhne und Töchter des Orts
- Wera Derwies (1878–1951), Geologin und Petrographin